# Bazinghen
Bazinghen település Franciaországban, Pas-de-Calais megyében. Lakosainak száma 408 fő (2022. január 1.). Bazinghen Tardinghen, Leulinghen-Bernes, Marquise, Ambleteuse, Audembert, Audinghen és Audresselles községekkel határos.

## Népesség
A település népességének változása:
| Lakosok száma | 419  | 406  | 413  | 393  | 391  | 394  | 398  | 403  | 408  |
|               | 2013 | 2015 | 2016 | 2017 | 2018 | 2019 | 2020 | 2021 | 2022 |